# Thamnotettix sexquadratus
Thamnotettix sexquadratus är en insektsart som beskrevs av Bierman 1908. Thamnotettix sexquadratus ingår i släktet Thamnotettix och familjen dvärgstritar. Inga underarter finns listade i Catalogue of Life.